# Эррасурис, Фернандо
Фернандо де Эррасурис-и-Мартинес де Альдунате (исп. Fernando de Errázuriz y Martínez de Aldunate; 1 июня 1777, Сантьяго-де-Чили — 16 августа 1841, там же) — чилийский политический и государственный деятель. Временный президент Чили (31 марта — 18 сентября 1831 года). Сенатор Чили, конгрессмен, президент Сената Чили, член Первой правительственной хунты (1810), вице-президент.

## Биография
Сын ректора Королевского университета Сан-Фелипе. До 1793 года изучал богословие в университете Сан-Фелипе. Позже после успешной стажировки в Королевской аудиенсии стал юристом.
В 1810 году принял участие в формировании Первой правительственной хунты. В 1811 году был избран в первый чилийский национальный конгресс от провинции Ранкагуа. Участник борьбы за независимость Чили. Во время чилийской войны за независимость Эррасурис был захвачен испанцами в плен после битвы при Ранкагуа. Только после победы чилийских патриотов в битве при Чакабуко в 1817 году вновь обрёл свободу. С 1822 по 1823 год представлял свой округ в Палате представителей.
В 1823 года после свержения Верховного директора Чили Бернардо О’Хиггинса Эррасурис был избран членом правящей хунты. Впоследствии он служил сенатором от Сантьяго, с 1824 года — президентом Сената Чили, также был председателем парламента провинции Сантьяго.
Во время гражданской войны между либерально-федеральными силами и их консервативно-централистскими противниками Эррасурис в марте 1830 года был назначен на пост вице-президента при временном президенте Хосе Томасе Овалье и когда он умер 21 марта 1831 года, стал временным президентом страны.
Эррасурис занимался государственными делами еще шесть месяцев, пока Хосе Хоакин Прието не вступил в должность президента Чили. Фернандо Эррасурис оставался активным сенатором. В 1833 году был избран президентом Конгресса Чили.